# 嘉匯

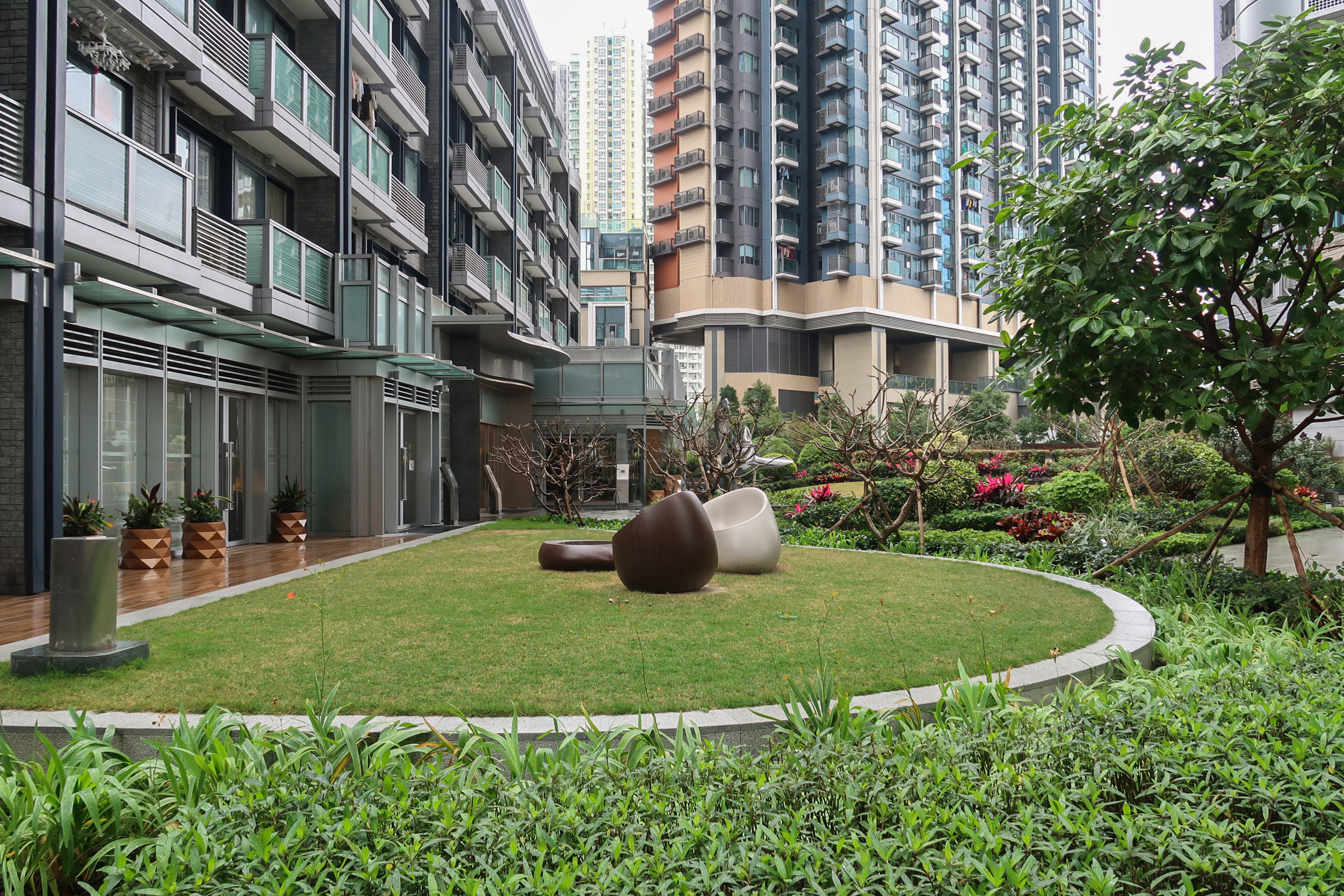
嘉匯內園設草坪

嘉匯（英語：K.City）是一個位於九龍城區啟德發展區沐寧街7號的私人住宅項目，發展商為嘉華國際集團（英語：K. Wah International Holdings），由建築師事務所王董建築師事務設計，發展項目的認可人士為鄧國華先生，總承建商為佳盛建築，關鍵日期為2018年12月。
項目位於啟德發展區第1I區2號地盤，由嘉華國際於2014年2月25日以約29.388億投得，地皮可建樓面約551343平方呎，平均樓面呎價約5,330元。 嘉匯是嘉華國際首個在啟德發展區的大型住宅項目，據發展商表示，「嘉」代表集團品牌延續，亦代表「家」，而「匯」意指匯聚各項優勢。
2022年5月嘉匯最後一個複式單位第9座37、38樓A室，連兩車位透過招標以6665萬元售出，項目自2017年2月推出以來已全數沽清，連車位全盤合共套現逾104億港元。

## 住宅
屋苑以中、大型戶型為主，2房或以上的單位佔總數7成以上。項目分別提供866伙標準戶及34伙特色戶( 當中包括連平台戶、頂層相連戶及複式戶三種特色戶型)。其中, 標準戶實用面積為355至797平方呎，間隔分為1房、1房連套房、2房、3房連套房、3房連套房及儲物室連廁等多種戶型，但並不提供開放式戶型。另外，項目亦設有34伙特色戶型，當中包括:
- 連平台戶（共21伙）
  - 分佈於各座（不包括第8座）1樓，實用面積由325至704平方呎，間隔有1房、1房連套房、2房、3房連套房及儲物室連廁等。戶戶配置14至383平方呎平台。
- 頂層相連戶（共5伙）
  - 分佈於第3至7座6樓，實用面積由1,216至2,061平方呎，間隔分有3房連套房及儲物室連廁、4房連雙套房及儲物室連廁兩種，各配置509至1,652平方呎平台及1,301至1,979平方呎天台。值得一提的是4房單位於平台上裝置有按摩池。
- 天際複式戶（共8伙）
  - 分佈於第1、2、8、9座37及38樓A、B室，實用面積由1,835至2,193平方呎，間隔均屬4房連雙套房及儲物室連廁，各配置360至633平方呎大型平台和天台。

## 屋苑配套
- 車位：
  - 住客車位： 149個
  - 電單車車位： 16個
  - 單車車位：   24個

- 會所設施：
  - 「健身館」包括重量訓練區、心肺訓練區、健美區和瑜伽天地等；
  - 「童創天地」當中有BB樂園、奇趣樹屋、青新空間、演奏室及以飛機為主題的飛行樂園。
  - 其他會所設施包括戶外游泳池、戶外童樂池、宴會廳及供舉行私人派對的「尊尚盛匯」等。

## 升降機配置
嘉匯升降機服務樓層列表（一律採用奧的斯升降機）
- No. 1、2、3、4及5（第1及2座5部升降機，Skyrise）：B、G、1-3、5-12、15-23、25-33、35-37（其中1部停R）
- No. 6及7（第3及5座2部升降機，GeN2-Regen）：B、G、1-3、5-6
- No. 8及9（第6及7座2部升降機，GeN2-Regen）：B、G、1-3、5-6
- No. 10、11、12、13及14（第8及9座5部升降機，Skyrise）：B、G、1-3、5-12、15-23、25-33、35-37（其中1部停R）

## 鄰近
- 啟德1號
- 天寰
- 龍譽
- 嘉峯匯
- 尚．珒溋
- Oasis Kai Tak
- 啟朗苑/德朗邨
- 煥然壹居

## 著名業主
- 李治廷[4]

## 爭議
由於沙中綫偷工減料醜聞（已命名為屯馬綫）導致啟德站延遲至2020年2月14日通車，這衍生了在地鐵通車前沿線地區交通配套的不足問題。其中位於啟德發展區啟德坊更因規劃上以港鐵為核心，當時屯馬綫的延遲通車令區內交通配套變成「跛一邊腳」，出行只能靠區內餘下的兩條巴士路線或步行10分鐘到太子道東巴士站，相當不便。

## 外部連結
- 嘉匯 K. City 官方網站